# Cultura salinar
Salinar es una cultura arqueológica del Antiguo Perú que se desarrolló en la zona costera de los actuales departamentos peruanos de Áncash y La Libertad.

## Historia

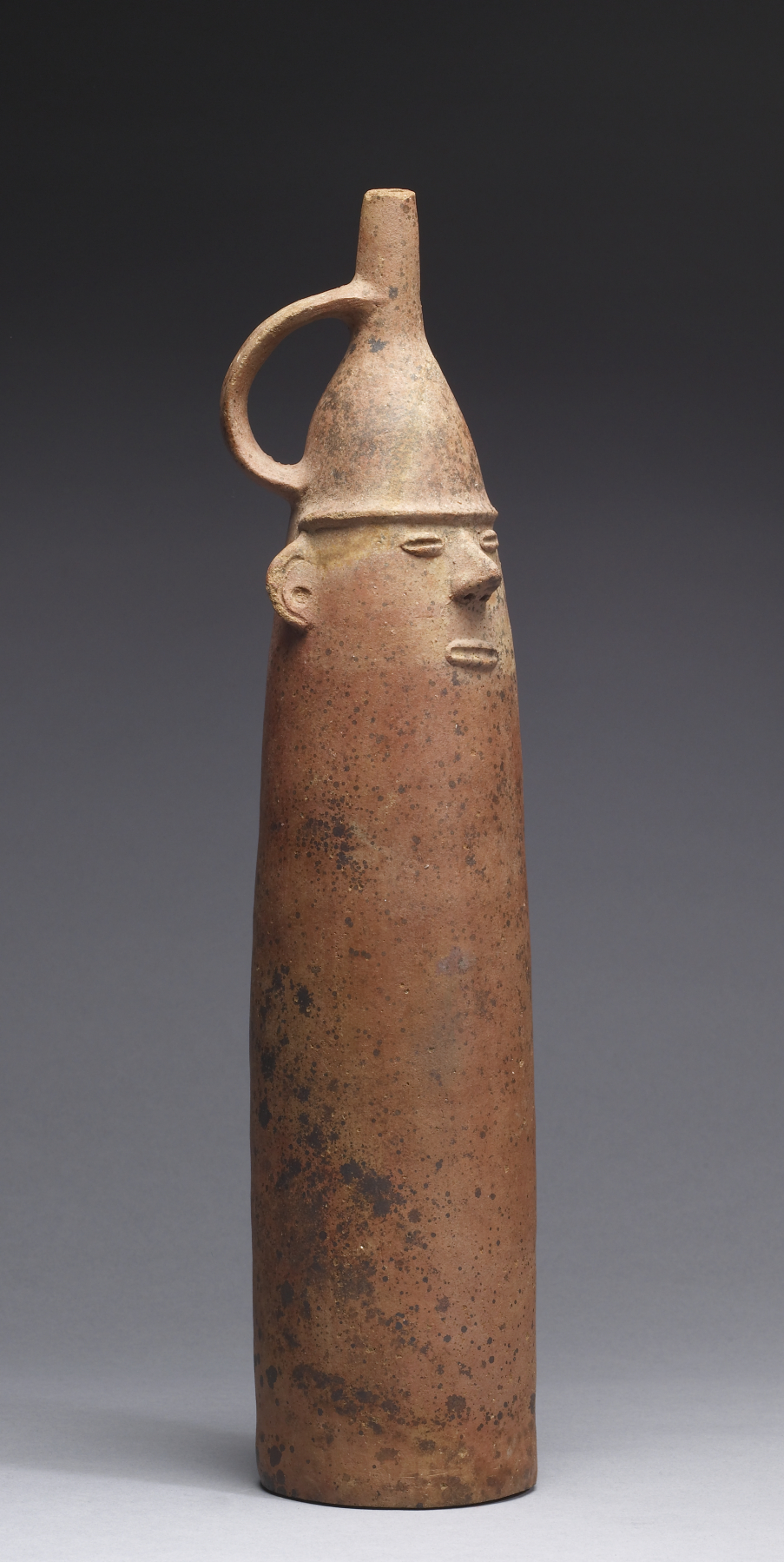
Cerámica salinar en forma de botella

Al decaer la cultura chavín, en la costa norte, pequeños señoríos que estaban en contacto se unieron y conformaron la cultura salinar, que comenzó entre el 500 y el 200 a. C. y terminó hacia el 300 d. C.
La cultura salinar es la que marcó la transición entre la cultura chavín y el advenimiento de la cultura mochica.
Durante esta época se ampliaron los sistemas de irrigación aumentando significativamente el área agrícola. Los asentamientos fueron generalmente pequeños y aislados, pero hay sitios de proporciones urbanas, como Cerro Arena en el valle del río Moche, un extenso sitio con cerca de 2000 estructuras de piedra distribuidas sobre una superficie de 2 km², donde existen zonas de habitación, centros ceremoniales y administrativos.
Esta cultura empieza a utilizar el fenómeno ceremonial en los centros urbanos y al mismo tiempo construyen en la parte más alta de los cerros fortificaciones para proteger los poblados, esto indicaría que en esta época la guerra fue de tipo generalizado donde intervenía todo el pueblo.
En sus construcciones utilizaron adobes odontiformes modelados a mano, las viviendas fueron generalmente de planta cuadrangular con muros bajos y soportes de madera a modo de columnas.
Las tumbas eran de forma elipsoide alargadas; los cadáveres eran extendidos con las piernas cruzadas y el cuerpo reclinado a la derecha, envuelto con telas y cubiertos con alhajas y ofrendas de cerámica, y casi siempre con una lámina de oro en la boca.

## Economía
La base de la economía era la agricultura, los salinar cultivaron maíz, calabazas, pepino, lúcuma, frijoles, quinua, coca, etc. El área de tierras agrícolas se incrementó significativamente en comparación con el área de cultivo Cuspinique. Sabían cómo construir terrazas de regadío para un mejor aprovechamiento de pequeñas áreas de cultuvo, almacenaban el grano en graneros y sabían fermentarlo para obtener chicha.
También se desarrolló la ganadería, se criaron llamas para carne, piel y huesos. La avicultura también se generalizó, de manera auxiliar se desarrolló la recolección, especialmente de moluscos.

## Cerámica

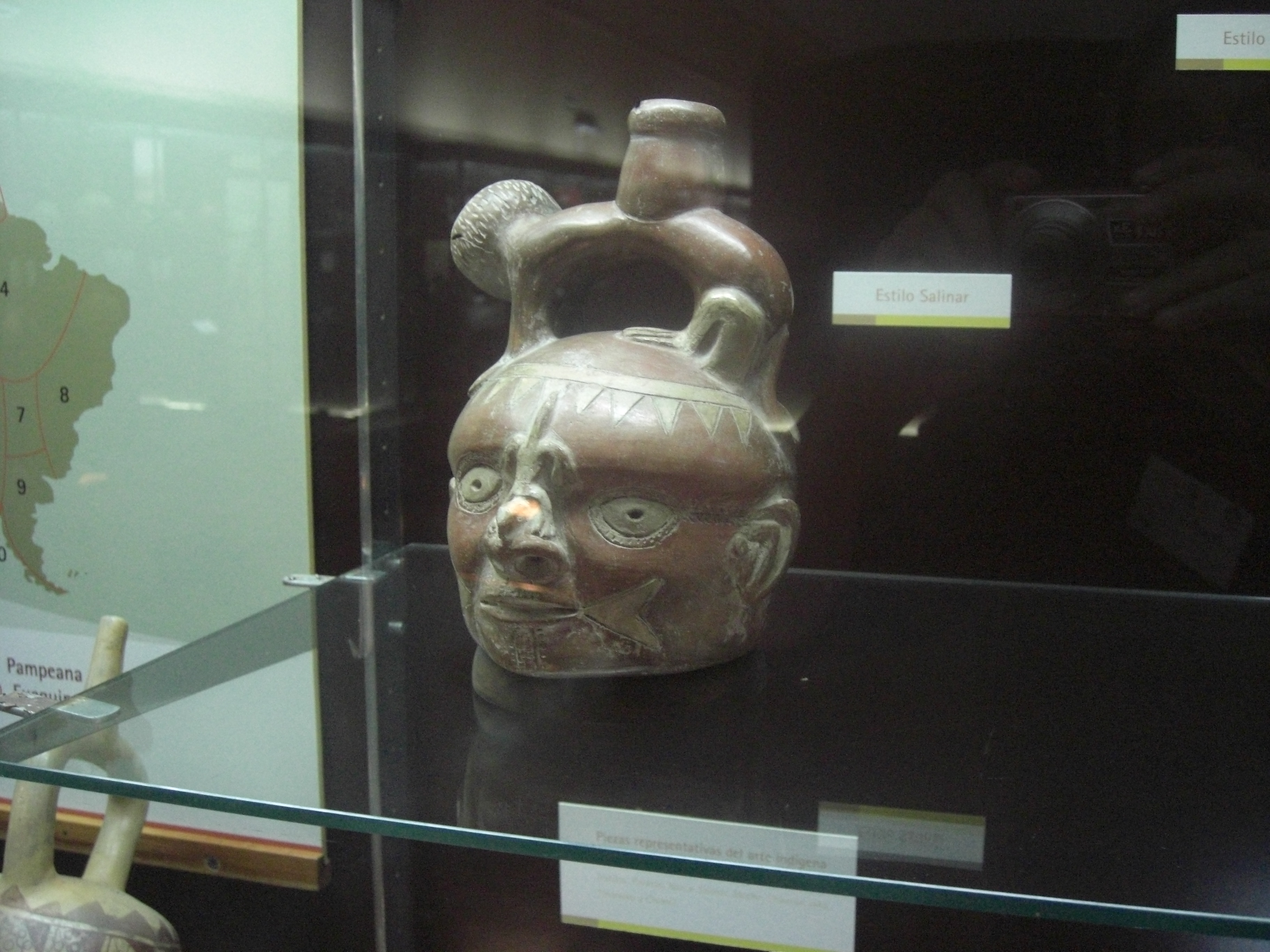
Alfarería estilo salinar. En poder del Museo de La Plata (Argentina).

La cerámica salinar presenta un cambio de la cerámica negra a una cerámica roja y con pintura blanca. Se continúa con la decoración incisa. Se hallan botellas con asa estribo junto las innovadoras botellas con figura y asa puente. Aparecen entre las vasijas modeladas las primeras representaciones eróticas, además de representaciones de diversos animales como búhos, lechuzas, felinos, palomas y monos. Los salinares conocieron además el cobre y fueron los primeros en utilizar la aleación de este metal con el oro.